# Luigi
Luigi är en TV-spelsfigur, bror till Mario i Nintendos Mario-spel.

## Bakgrund

Luigis märke som syns på hans mössa.

Luigi använder sig av en grön tröja och keps (till skillnad från Mario, som har rött), samt ett blått arbetarställ, och är i de flesta spel något längre och smalare än Mario. Luigi jobbar som rörmokare, och hans värsta fiende är den ondskefulla Bowser och dennes patrull, mer kända som "The Koopa Troop". Luigi har varit på många räddningsexpeditioner tillsammans med sin broder Mario, för att rädda prinsessan Peach och hennes folk, bestående av Toads.
Luigi skiljer sig från Mario genom sin något bättre hoppförmåga. Han stannar även längre i luften genom att sprattla med benen. Han har dock två klara svagheter; han är svagare och glider mer än Mario. 
Namnet Luigi är precis som Mario taget ifrån italienskan. Luigi har en pipigare röst än Mario. Luigi är också fegare och fruktansvärt rädd för spöken. Hans ålder i jämförelse till Mario är något oklar. I början troddes Luigi vara yngre än Mario, vilket först nämndes i serien Family Album "The Early Years" från år 1990. I Super Mario World 2: Yoshi's Island visar sig istället att de båda bröderna är tvillingar, vilket de även kom att vara i Yoshi Touch & Go. I remaken, Yoshi's Island: Super Mario Advance 3, till Game Boy Advance är dock påståendet att de skulle vara tvillingar borttaget. I texten till Luigis trofé i Super Smash Bros. Brawl står det att han är Marios yngre broder, och i Super Paper Mario kallar han Mario för sin storebror. 
Luigi fick huvudrollen i spelen Mario is Missing! och Luigi's Mansion, då han skulle rädda Mario från Bowser och King Boo.
Luigi har alltid varit längre och smalare än Mario och hans mustasch är uppdelad som i halvmånar. Han bryr sig om sin bror, men i Mario & Luigi: Superstar Saga, där han fick rädda Mario från sin förgiftning, vågar han inte ens gå och hämta en ört som ska hjälpa Mario i Guffawha Ruins. Han gör allt för Mario, men inte detta; han är rädd för ett monster som lurar där, som sägs vara fruktansvärt. Han beger sig till psykologen i staden Kamek som ska lugna ner hans nervositet. Psykologen hypnotiserar Luigi att tro att han är Mario. När Luigi pratar med de andra tror de att han är galen. En blixt från Bowletta väcker honom ur hypnosen och han räddar Mario.

## Skådespelare
Luigis röst framfördes i TV-spelen av Charles Martinet fram tills 2022 och sen 2023 framförs den av Kevin Afghani. I spelfilmen Super Mario Bros. spelades han av John Leguizamo och i Super Mario Bros. Filmen framfördes rösten av Charlie Day. I de tecknade TV-serien Super Mario Bros. Super Show och seriens otecknade TV-sketcher spelades av Danny Wells, Luigis svenska röst dubbades av Johan Hedenberg i Media Dubbs version medan i Videobolagets version dubbades hans röst av Staffan Hallerstam och Gunnar Ernblad. I The Adventures of Super Mario Bros. 3 och Super Mario World framfördes Luigis engelska röst av Tony Rosato och på svenska av Kenneth Milldoff. I Super Mario Bros. Filmen från 2023 framförs Luigis engelska röst av Charlie Day och på svenska av Joakim Tidermark.